# Інтегральні дерева
«Інтегральні дерева» — науково-фантастичний роман американського письменника Ларрі Нівена 1984 року (вперше опублікований в журналі Analog у 1983 році). Як і у більшості творів Нівена, на історію сильно впливає місце дії: газовий тор, кільце повітря навколо нейтронної зірки. Продовження «Димове Кільце» було опубліковане в 1987 році.

## Світ
Історія відбувається навколо вигаданої нейтронної зірки Левой (скорочено «Вой»). Газовий гігант Світ Голдблата (скорочено «Голд») обертається навколо цієї зірки трохи поза її межею Роша, і тому його гравітації недостатньо, щоб утримати її атмосферу, вона витягується на незалежну орбіту навколо Воя і утворює кільце, так званий газовий тор. Цей тор величезний — мільйон кілометрів завтовшки — але повітря у переважній  його частині занадто розріджене, аби бути придатним для життя. Центральна частина газового тора, де повітря щільніше, відома як Димове Кільце. Димове Кільце є домівкою для великого різноманіття живих організмів.
У Димовому Кільці немає «землі», там усюди небо. Більше того, Димове Кільце знаходиться на орбіті, а отже, у вільному падінні: поняття «вгору» та «вниз» там не мають сенсу. Більшість тварин мають тристоронню симетрію, що дозволяє їм бачити в усіх напрямках. Тварини Димового Кільця еволюціонували, щоб мати змогу літати принаймні час від часу — навіть риби. Димове Кільце містить численні «ставки», кулі води різних розмірів, які вільно плавають у повітрі, як і все інше. Хоча в Димовому Кільці є водні та земноводні тварини, які мешкають в таких ставках основну частину свого життя, обставини будь-якої миті можуть змусити їх полишити ставок. Коли ставок відносить занадто далеко від придатного для проживання центру Димового Кільця, чи він стає занадто великим і руйнується через припливні сили, або зіштовхується з чимось великим, наприклад, інтегральним деревом, водні тварини мусять мати можливість іноді рухатися повітрям, аби знайти нове середовище для життя.
Більшість рослин Димового Кільця досить крихкі, оскільки їм не потрібно підтримувати власну вагу. Важливим винятком з цього правила є інтегральні дерева, які можуть виростати до 100 кілометрів у довжину. Припливне захоплення змушує їх бути орієнтованими радіально, коли один кінець спрямований у бік Воя, а інший — у космос. У найбільших дерев на кінці діють припливні сили до 1/5 земної сили тяжіння. На обох кінцях дерева — зелена, листяна крона.
Крона інтегрального дерева знаходиться на відстані до 50 кілометрів від центру мас дерева. Таким чином, крона рухається по орбіті або повільніше за атмосферу ("внутрішня" крона), або швидше за неї ("зовнішня" крона). Тому кінці дерева піддаються постійному ураганному вітру, що згинає дерево у форму символу інтегралу ∫ і штовхає воду та поживні речовини до крон, або (слабкіше) до стовбура, де приливні сили несуть їх до крон, подібно гравітації.
Кожна крона виконує для дерева кілька важливих цілей. По-перше, зелене листя є фотосинтетичним, забезпечуючи дерево енергією від сонячного світла; по-друге, крони — це місце, де дерево виробляє своє насіння; і по-третє, різні рослини, тварини та інші речі можуть застрягти серед тугих гілок, які поступово мігрують до «гирла дерева». Гирло дерева, яма на вершині кожної крони на підвітряній стороні стовбура, є коренем інтегрального дерева; вода, зібрана вздовж стовбура, стікає вниз через припливні сили і заковтується гирлом дерева. Гілки крони ловлять і захоплюють на вітрі різні речі та тварин і поступово, протягом багатьох років, мігрують до гирла, де вони та їх улов поглинаються деревом для харчування. Багато інших великих рослин Димового Кільця мають подібний аспект падальщика-м’ясоїда, але з дещо іншими механізмами.

## Сюжет
За п’ятсот років до початку історії двадцять астронавтів, що прибули на міжзоряному кораблі, колонізували Димове Кільце. Їхні нащадки пристосували свою культуру до середовища у невагомості. Без сили тяжіння навіть ті, хто живе в кронах інтегральних дерев, набагато вищі за звичайних землян, оскільки виросли в значно слабкіших припливах. Багато людей можуть використовувати свої довгі чіпкі пальці ніг як ще один набір пальців. У суспільствах Димного Кільця малочисельні пристрої, що залишилися від першопоселенців, є надзвичайно цінними.
Плем'я Куінна населяє «внутрішню крону» дерева Дальтон-Куінна. Здебільшого вони харчуються листям дерева, доповнюючи тим, що вполюють, і зграєю одомашнених індиків. Але відтоді, як шість років тому дерево пройшло біля Голда, воно почало падати до Воя і вже майже вийшло з Димового Кільця, і тепер плем’я потерпає від сильної посухи. Вождь племені, Голова, вирішує відправити групу з дев'яти осіб на дерево, нібито для полювання та повторного вирізання племінних знаків на стовбурі. Група складається здебільшого з калік та людей, яких голова не любить, включаючи Клейва — зятя Голови і його суперника — та Джеффера, учня вченого.
Наближаючись до середини дерева, вони помічають, що племінні позначки відрізняються; коли ж вони досягають середини, на них нападають члени племені, що живуть на іншому кінці дерева. Під час битви потужний поштовх розколює дерево навпіл, змушує їх крону падати далі в бік Вою, вбиваючи її мешканців, і дозволяючи зовнішній кроні знайти нову рівновагу ближче до медіани Димового Кільця. Сім членів племені Куінн, що вижили, і один з нападників стрибають з розламаного дерева і лишаються дрейфувати в небі, маючи змогу рухатись тільки завдяки декільком «реактивним стручкам» (насінинам із високим тиском всередині, які тимчасово надають тягу, коли їх відкривають).
Перш ніж померти від спраги, вони чіпляються за «мобі» (летючу істоту, схожу на кита), що проходить повз, і той переносить їх до «джунглів» — плавучої рослинної маси. Відчепившись, вони опиняються в розпалі битви між Штатами Картера, які живуть в джунглях, і рабовласниками з Лондонського дерева. Шістьох із групи захоплюють рабовласники, двоє інших залишаються в джунглях.
Через кілька тижнів Штати Картера контратакують, і група племені Куінна знову об’єднується. Під час битви вони захоплюють Вантажно-Ремонтний Модуль (ВРМ) Лондонського дерева, невеликий космічний корабель-реліквію первісних поселенців. Завдяки дбайливому поводженню та надійній конструкції ВРМ все ще функціонує; сонячні батареї дають електроенергію для електролізу води на водень і кисень, які він автоматично зберігає, і за потреби використовує як пальне. «Флот» Лондонського дерева, воїни з луками і списами, використовують ВРМ для захоплення рабів у масштабах, неможливих для безкрилих людей у середовищі нульової гравітації.
Не до кінця розуміючи, як керувати ВРМ, воїни Куінна та Картера вмикають його основний ракетний двигун. Корабель прискорюється до кількох g, і екіпаж не має сили дістатися до органів керування і вимкнути двигун. Коли ВРМ досягає розрідженої частини газового тора, рівень пального падає до критичної позначки.
Ніхто з мешканців Димового Кільця не знає, що Дисципліна — корабель, на якому прибули їхні предки — залишається на орбіті, а його автопілот-ШІ Кенді намагається спостерігати за їх прогресом. Коли Кенді бачить ВРМ на небезпечній відстані від придатної для життя зони Кільця, він зв’язується з ним. За допомогою Кенді та бортового комп’ютера пасажири ВРМ зрештою благополучно повертаються до Димового Кільця. Не маючи змоги дістатися до жодного з відомих їм дерев, вони вирішують оселитися на новому дереві, котрому дають назву «Дерево Громадян».

## Відгуки та відзнаки
Дейв Ленгфорд у відгуку для журналу «White Dwarf» № 59 назвав роман «приємно винахідливим».
Берд Серлз у «Азімовз сайнс фікшн» пише про роман, що «це точно класична наукова фантастика — героєм насправді є ідея, а все інше — сюжет, персонажі — вторинне», і додає, що «у ньому просто недостатньо сюжету для такого чудового фону».
Френк Каталано у «Емейзінг сторіз» стверджує, що «сетинг є унікальним, а науковість — відмінною, проте Інтегральні дерева не тягнуть на дійсно хороший науково-фантастичний роман», посилаючись на «нудну картонність» персонажів.

### Нагороди та номінації
Роман «Інтегральні Дерева» отримав премію Локус 1985 року як найкращий науково-фантастичний роман.
Також він був номінований на такі нагороди:
- Премія «Г'юґо» за найкращий роман у 1985 році.[5]
- Премія «Неб'юла» за найкращий роман у 1985 році.[6]
- Премія читачів науково-фантастичних хронік 1985 року.[7]